# Rue de Nazareth (Lyon)
Pour les articles homonymes, voir Rue de Nazareth.
La rue de Nazareth, ou rue Nazareth, est une voie du quartier de la Villette dans le 3e arrondissements de Lyon, en France.

## Situation
Dans son état actuel, en 2022, la rue forme deux sections de tailles différentes. La première, une courte section sud-nord, débute depuis la rue Sainte-Anne-de-Baraban, possède le seul no 3 à l'ouest de cette section, et forme ensuite un angle. Depuis celui-ci, la deuxième section, plus longue, s'oriente vers l'est où s'égrènent les numéros pairs de 6 à 18 sur le côté sud de la voie. Les autres numéros, impairs, situés originellement sur le côté nord ont disparu avec l'agrandissement de la place de la Ferrandière qui n'occupait jusqu'alors que sa portion orientale. Cette originalité fait que seuls les numéros au nord de cette place ont effectivement leur adresse place de la Ferrandière tandis que ceux au sud sont rue de Nazareth. Dans cette section, la rue de Nazareth coupe la rue Claudius-Pionchon et aboutit à la rue de la Cité.

## Odonymie
Trois des principaux historiens lyonnais spécialistes des odonymes ne donnent peu ou pas d'explication quant à la dénomination de la rue. Ni Adolphe Vachet, ni Louis Maynard, n'évoquent la rue. Maurice Vanario n'aborde pas la question de l'origine. Seul Jean Pelletier propose une origine : La rue menait vers l'entrée d'une maison enseignante de la congrégation religieuse de la Société des Dames-de-Nazareth, cette dernière fondée en 1827 en tant que congrégation enseignante ; cette société religieuse tirait son origine de la ville de Nazareth en Galilée, aujourd'hui en Israël, dont la tradition chrétienne en fait la ville de Joseph et de Marie, les parents de Jésus.

## Histoire
La rue est attestée depuis 1868. Anciennement, elle portait le nom de « chemin de Nazareth ». Elle débouchait sur la place de Nazareth, devenue place de la Ferrandière en 1938, et qui a également porté le nom de place Dumoy. Depuis la rue de Nazareth, se trouvait également l'impasse de Nazareth, attestée en 1903, et disparue.
Aux numéro 2 à 6, les établissements Gignoux & Cie fabriquaient des produits chimiques en 1890 et sont repris en 1910 par Vindry et Cie, fabricants de vernis. Au numéro 8 se trouvait Bert, fondeur de métaux en 1920. Au numéro 10, Vindry et Cie, ont fabriqué des vernis et des boîtes métalliques de 1910 à 1950. Au numéro 12 se trouvait, Laurens, un atelier de tissage en 1890.

## Description
Les numéros 3 à 8 dépendent d'un ensemble de copropriétés bâties à la fin des années 1970, La Bellecordière, en référence à Louise Labé (ca 1524-1566), la poétesse lyonnaise de la Renaissance. Cet ensemble s'étend autour des derniers numéros (46 à 52) de l'avenue Georges-Pompidou et les trois quarts sud de l'îlot formé par cette dernière et les rues Louis-Jasseron, Baraban et Saint-Victorien, ainsi que les numéros 3, 6 et 8 de la rue de Nazareth.
Les numéros 8bis et 8ter forment un autre ensemble de la même période, les numéros 10 et 12 des années 1990. Les trois derniers numéros 14 à 18 sont occupés, en 2022, par des maisonnettes, les dernières de la place.